# Liste der denkmalgeschützten Objekte in Deutsch Schützen-Eisenberg
Die Liste der denkmalgeschützten Objekte in Deutsch Schützen-Eisenberg enthält die 10 denkmalgeschützten, unbeweglichen Objekte der burgenländischen Gemeinde Deutsch Schützen-Eisenberg.

## Denkmäler
| Foto |                 | Denkmal                                                              | Standort                                                                          | Beschreibung | Metadaten |
| ---- | --------------- | -------------------------------------------------------------------- | --------------------------------------------------------------------------------- | --- | --- |
| ja   | Datei hochladen | Kath. Pfarrkirche Mariä Namen HERIS-ID: 11959 Objekt-ID: 8091        | Untere Hauptstraße 20 Standort KG: Deutsch Schützen                               | Die Kirche wurde 1933–1938 von Dionysius Kopfensteiner erbaut. Sie ist nach den Vorbildern romanischer Kirchen gestaltet und wird von einem eingebundenen viereckigen Turm mit achteckigem Aufsatz dominiert, dem ein Portal vorgebaut ist. | BDA-Hist.: Q15124668 Status: § 2a Stand der BDA-Liste: 2025-06-30 Name: Kath. Pfarrkirche Mariä Namen GstNr.: 221/2 Pfarrkirche Deutsch Schützen                                       |
| ja   | Datei hochladen | Zollwärterhäuschen HERIS-ID: 111852 Objekt-ID: 129866seit 2012       | südlich Untere Hauptstraße 81 Standort KG: Deutsch Schützen                       | Das Zollwächterhäuschen und das nahegelegene Wohnhaus stammen aus der Zeit um 1930. | BDA-Hist.: Q37827153 Status: Bescheid Stand der BDA-Liste: 2025-06-30 Name: Zollwärterhäuschen GstNr.: 3520                                                                            |
| ja   | Datei hochladen | Wohnhaus, ehem. Zollhaus HERIS-ID: 11963 Objekt-ID: 8095             | Untere Hauptstraße 81 Standort KG: Deutsch Schützen                               | Das Zollwächterhäuschen und das nahegelegene Wohnhaus stammen aus der Zeit um 1930. | BDA-Hist.: Q38118150 Status: Bescheid Stand der BDA-Liste: 2025-06-30 Name: Wohnhaus, ehem. Zollhaus GstNr.: 3523                                                                      |
| ja   | Datei hochladen | Ehem. kath. Pfarrkirche hl. Martin HERIS-ID: 11960 Objekt-ID: 8092   | Standort KG: Deutsch Schützen                                                     | Von der ehemaligen romanischen Pfarrkirche ist der gotische Chor erhalten. Eine Gedenktafel erinnert an das Massaker von Deutsch Schützen (1945).                                                                                           | BDA-Hist.: Q15119839 Status: § 2a Stand der BDA-Liste: 2025-06-30 Name: Ehem. kath. Pfarrkirche hl. Martin GstNr.: 3348 Martinskirche Deutsch Schützen                                 |
| ja   | Datei hochladen | Kapelle Maria Lourdes HERIS-ID: 11962 Objekt-ID: 8094                | bei Deutsch Schützen Nr. 21 Standort KG: Deutsch Schützen                         | Die neogotische Kapelle ist mit 1903 bezeichnet. | BDA-Hist.: Q38118093 Status: § 2a Stand der BDA-Liste: 2025-06-30 Name: Kapelle Maria Lourdes GstNr.: 47 Kapelle Maria Lourdes Deutsch Schützen                                        |
| ja   | Datei hochladen | Hauerhaus, Keller-Kopfensteiner HERIS-ID: 11961 Objekt-ID: 8093      | bei Deutsch Schützen-Weinberg, nahe Bründlgfangen 6 Standort KG: Deutsch Schützen | | BDA-Hist.: Q38118065 Status: Bescheid Stand der BDA-Liste: 2025-06-30 Name: Hauerhaus, Keller-Kopfensteiner GstNr.: 2069 Hauerhaus Deutsch Schützen Weinberg                           |
| ja   | Datei hochladen | Kriegerdenkmal HERIS-ID: 11966 Objekt-ID: 8098                       | vor Dorfstraße 1 Standort KG: Eisenberg an der Pinka                              | | BDA-Hist.: Q38118208 Status: § 2a Stand der BDA-Liste: 2025-06-30 Name: Kriegerdenkmal GstNr.: 71 Kriegerdenkmal Eisenberg an der Pinka                                                |
| ja   | Datei hochladen | Kath. Filialkirche hl. Jakobus maior HERIS-ID: 11965 Objekt-ID: 8097 | Kirchenweg 21 Standort KG: Eisenberg an der Pinka                                 | Die Kirche wurde in den Jahren 1750/51 errichtet und 1936 erweitert. Es ist ein einschiffiger Bau mit querschiffartigem Anbau, der eingebundene Turm weist einen Spitzhelm auf.                                                             | BDA-Hist.: Q15110718 Status: § 2a Stand der BDA-Liste: 2025-06-30 Name: Kath. Filialkirche hl. Jakobus maior GstNr.: 533 Filialkirche Eisenberg an der Pinka                           |
| ja   | Datei hochladen | Kath. Pfarrkirche hl. Katharina HERIS-ID: 11974 Objekt-ID: 8106      | St. Kathrein Nr. 5 Standort KG: St. Kathrein im Burgenland                        | Die Kirche wurde 1753 unter Verwendung älterer Mauerteile erbaut. Es ist ein einschiffiger Saalbau, der stark eingezogene Chor hat einen 4/8-Schluss. Ein Turm mit Spitzhelm ist im Westen angebaut.                                        | BDA-Hist.: Q15124727 Status: § 2a Stand der BDA-Liste: 2025-06-30 Name: Kath. Pfarrkirche hl. Katharina GstNr.: 26 Saint Catherine of Alexandria Church (Sankt Kathrein im Burgenland) |
| ja   | Datei hochladen | Magdalenenkapelle HERIS-ID: 11975 Objekt-ID: 8107                    | Standort KG: St. Kathrein im Burgenland                                           | Der kleine zweigeschoßige Bau wurde Ende des 17. Jahrhunderts über einer Quelle errichtet, die im Zusammenhang mit Wunderheilungen erwähnt wurde.                                                                                           | BDA-Hist.: Q38118444 Status: § 2a Stand der BDA-Liste: 2025-06-30 Name: Magdalenenkapelle GstNr.: 983 Magdalenenkapelle St. Kathrein im Burgenland                                     |